# 臺灣大學學術聯盟
臺灣大學學術聯盟（University Academic Alliance in Taiwan ，UAAT）是由臺灣12所頂尖學校於2023年7月組成，教育部並指定國立臺灣大學擔任大學聯盟聯繫窗口。目前，臺灣大學學術聯盟已於2023年8月2日與伊利諾大學系統簽署合作備忘錄；2023年11月27日與德州農工大學系統簽署合作備忘錄；2023年11月29日與德州大學系統簽署合作備忘錄，就半導體、量子科技、AI、永續發展、華語教學共5項領域深化合作，並進行學術合作與人才交流，每年並將投入新台幣一億元（將近350萬美元）作為種子基金，以支持臺灣大學學術聯盟和上述三個美國大學系統合作。

## 聯盟成員
- 國立臺灣大學
- 國立成功大學
- 國立清華大學
- 國立陽明交通大學
- 臺北醫學大學
- 國立臺灣師範大學
- 國立中山大學
- 國立臺北科技大學
- 國立政治大學
- 國立中興大學
- 國立臺灣科技大學
- 國立中央大學